# دومستوس
Domestos هي علامة تجارية بريطانية للمنتجات المنزلية التي تحتوي على مواد التبييض (بشكل رئيسي هيبوكلوريت الصوديوم NaOCl). الشركة المصنعة هي Unilever .
دومستوس (وكلوروكس ، وهو أساسًا محلول هيبوكلوريت الصوديوم بنسبة 10-25٪  ) يحتوي على 100000 جزء في المليون. ، وهو (10٪) المكون النشط للكلور ، بينما تحتوي العديد من مواد التبييض الأخرى على 50000 أو أقل. 